# Piotr Kapica

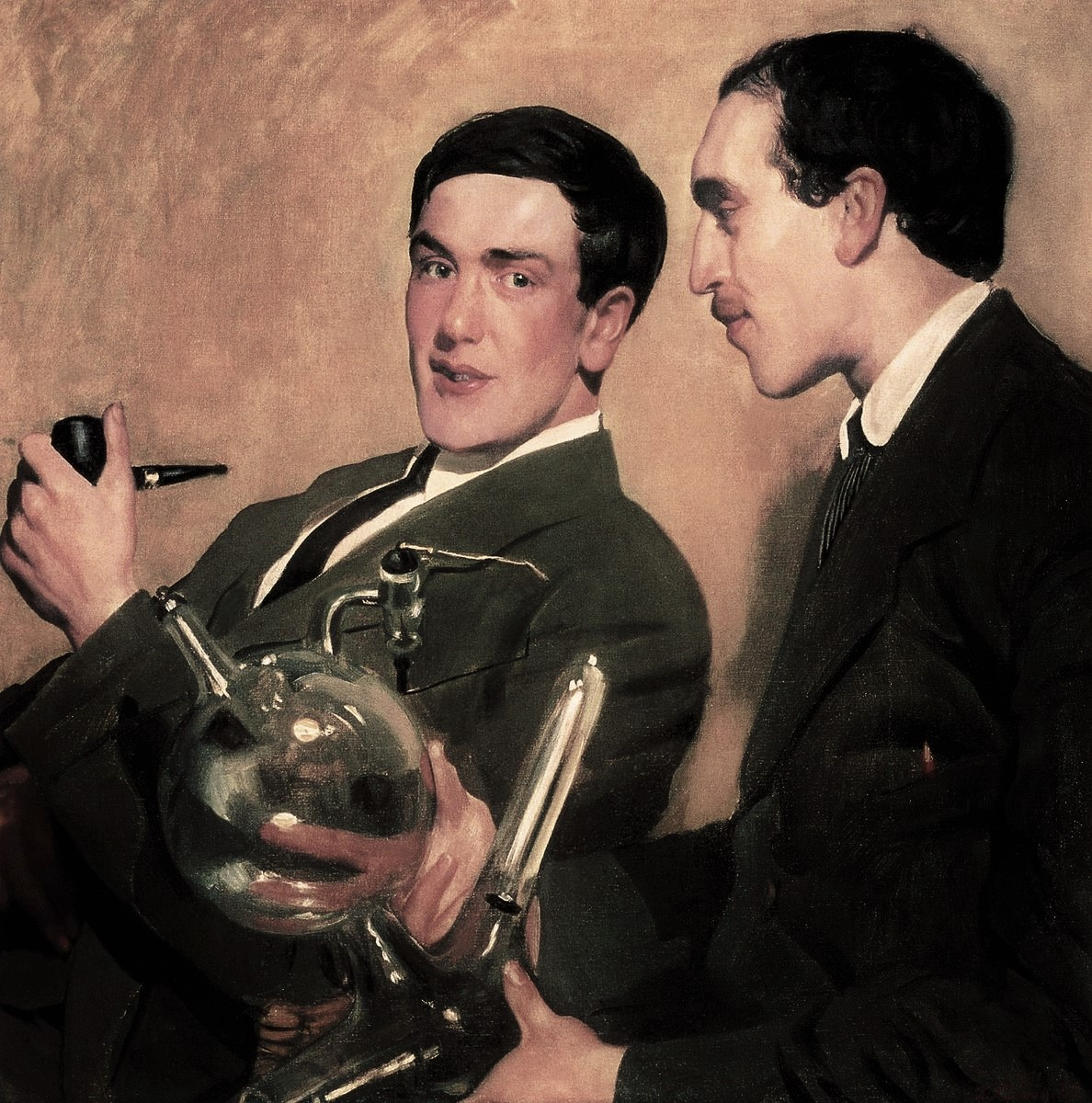
Piotr Kapica (po lewej, z Nikołajem Siemionowem) na obrazie Borysa Kustodiewa (1921)

Piotr Leonidowicz Kapica (ros. Пётр Леонидович Капица; ur. 27 czerwca?/9 lipca 1894 w Kronsztadzie, zm. 8 kwietnia 1984 w Moskwie) – rosyjski fizyk, badacz fizyki niskich temperatur, odkrywca zjawiska nadciekłości helu w 1937, za co otrzymał nagrodę Nobla w dziedzinie fizyki w 1978 (dzieląc ją z Arno Penziasem i Robertem Woodrowem Wilsonem, odkrywcami kosmicznego mikrofalowego promieniowania reliktowego).

## Życiorys
Ojcem Piotra Kapicy był Leonid Pietrowicz Kapica, oficer korpusu inżynieryjnego carskiej armii, a matką była Olga Ijeronimowna z domu Stiebnicka (zm. 1937), córka polskiego inżyniera kartografa Hieronima Stebnickiego.
Kapica ukończył studia na Wydziale Elektromechanicznym Politechniki w Piotrogrodzie w roku 1918 i podjął w niej pracę jako wykładowca, w instytucie kierowanym przez Abrama Ioffego. Opracował tam, wspólnie z Nikołajem Siemionowem metodę wyznaczania momentu magnetycznego atomów za pomocą niejednorodnego pola magnetycznego, użytą kilka lat później w słynnym doświadczeniu Sterna-Gerlacha.
W roku 1921, za namową Ioffego, Kapica wyjechał do Cambridge w Anglii, gdzie rozpoczął pracę u Ernesta Rutherforda w słynnym Laboratorium Cavendisha. Początkowo kontynuował swoje prace nad metodami wytwarzania silnych pól magnetycznych i badaniem zachowania metali w takich polach, potem zaczął interesować się fizyką niskich temperatur, opracował między innymi nowy typ skraplarki do uzyskiwania ciekłego helu. W roku 1929 został członkiem Royal Society, a także członkiem korespondentem Akademii Nauk ZSRR.
W roku 1934 wyjechał na wakacje do ojczyzny. Według niektórych źródeł, zrobił to za namową nielegała INO NKWD, Rudolfa Abla. Po przyjeździe do ZSRR skonfiskowano mu paszport i zakazano wyjazdu. Rutherford usiłował interweniować u władz radzieckich, by – dla dobra nauki – pozwoliły Kapicy na przyjazd i dokończenie rozpoczętych badań, otrzymał jednak odpowiedź odmowną: „Jest w pełni zrozumiałym, że Anglia chciałaby pana Kapicy i tak samo Związek Radziecki, ze swej strony, chciałby pana Rutherforda”.
W ZSRR Kapica został mianowany dyrektorem powołanego specjalnie dla niego Instytutu Problemów Fizycznych przy Akademii Nauk i otrzymał polecenie zorganizowania go i rozpoczęcia badań. Część wyposażenia instytutu została przez ZSRR odkupiona i sprowadzona z jego laboratorium w Cambridge. Instytutem tym kierował aż do śmierci, z przerwą we wczesnych latach 50., kiedy to po konflikcie z Berią popadł w niełaskę, został pozbawiony stanowiska i znalazł się na pewien czas w areszcie domowym.

## Kariera naukowa
Początkowo, po powrocie do ZSRR, Kapica kontynuował swoje badania w dziedzinie fizyki niskich temperatur, które doprowadziły w roku 1937 do jego najsłynniejszego odkrycia naukowego – zaobserwowania nadciekłości helu i opisania jego własności w tym stanie. W roku 1939 wynalazł niskociśnieniową skraplarkę powietrza.
Podczas wojny zaangażował się w badania stosowane, związane z wysiłkiem wojennym. Był członkiem komitetu naukowego do spraw obronności, a jego niskociśnieniowe skraplarki używane były, pod jego nadzorem, do produkcji tlenu na potrzeby przemysłu wojennego. Stał się jednym z doradców naukowych Stalina. Krótkotrwale zaangażował się w program budowy radzieckiej bomby atomowej, złożył jednak rezygnację po konflikcie z Kurczatowem na temat strategii prowadzenia projektu.
Po wojnie zainteresował się innymi dziedzinami badań: zajmował się m.in. fizyką plazmy i kontrolowaną fuzją jądrową. Skonstruował nowego typu generatory mikrofal. W roku 1957 został członkiem prezydium Akademii Nauk ZSRR.

## Zaszczyty
Wielokrotnie nagradzany międzynarodowymi nagrodami i odznaczeniami. Otrzymał honorowe doktoraty kilkunastu uczelni, m.in. Uniwersytetu Jagiellońskiego (1964) i Uniwersytetu Wrocławskiego (1972). Honorowy członek kilkudziesięciu towarzystw naukowych, od 1962 członek zagraniczny PAN. Sześciokrotnie odznaczony Orderem Lenina, a dwukrotnie tytułem Bohatera Pracy Socjalistycznej. Dwukrotny laureat Nagrody Stalinowskiej (1941 i 1943). Odznaczony złotym medalem Łomonosowa.

## Rodzina
W roku 1927 poślubił Annę Aleksejewnę Kryłową, córkę matematyka Aleksieja Kryłowa. Mieli dwóch synów: Siergieja (ur. 1928) i Andrieja (ur. 1931).